# Лютеранская церковь Святого Иоанна (Милуоки)
Лютера́нская це́рковь Свято́го Иоа́нна (англ. Saint John's Evangelical Lutheran Church) — расположена в городе Милуоки, штат Висконсин. Принадлежит общине, входящей в Висконсинский евангелический лютеранский синод. Здание включено в Национальный реестр исторических мест США, а в 1992 году объявлено достопримечательностью Милуоки.

## История
Приход Святого Иоанна был основан 4 декабря 1848 года немецкими иммигрантами, которые были членами Синода Висконсина. В 1889 году община построила здание по проекту германского архитектора Пауля Шетнитцки и его компаньона Ойгена Либерта.

## Описание
Здание построено в стиле неоготики. Как и находящаяся неподалеку церковь Святой Троицы, данное здание имеет две башни разной высоты (127 и 197 футов). В более высокой башне находятся три колокола массой более 6 тонн.

## Галерея

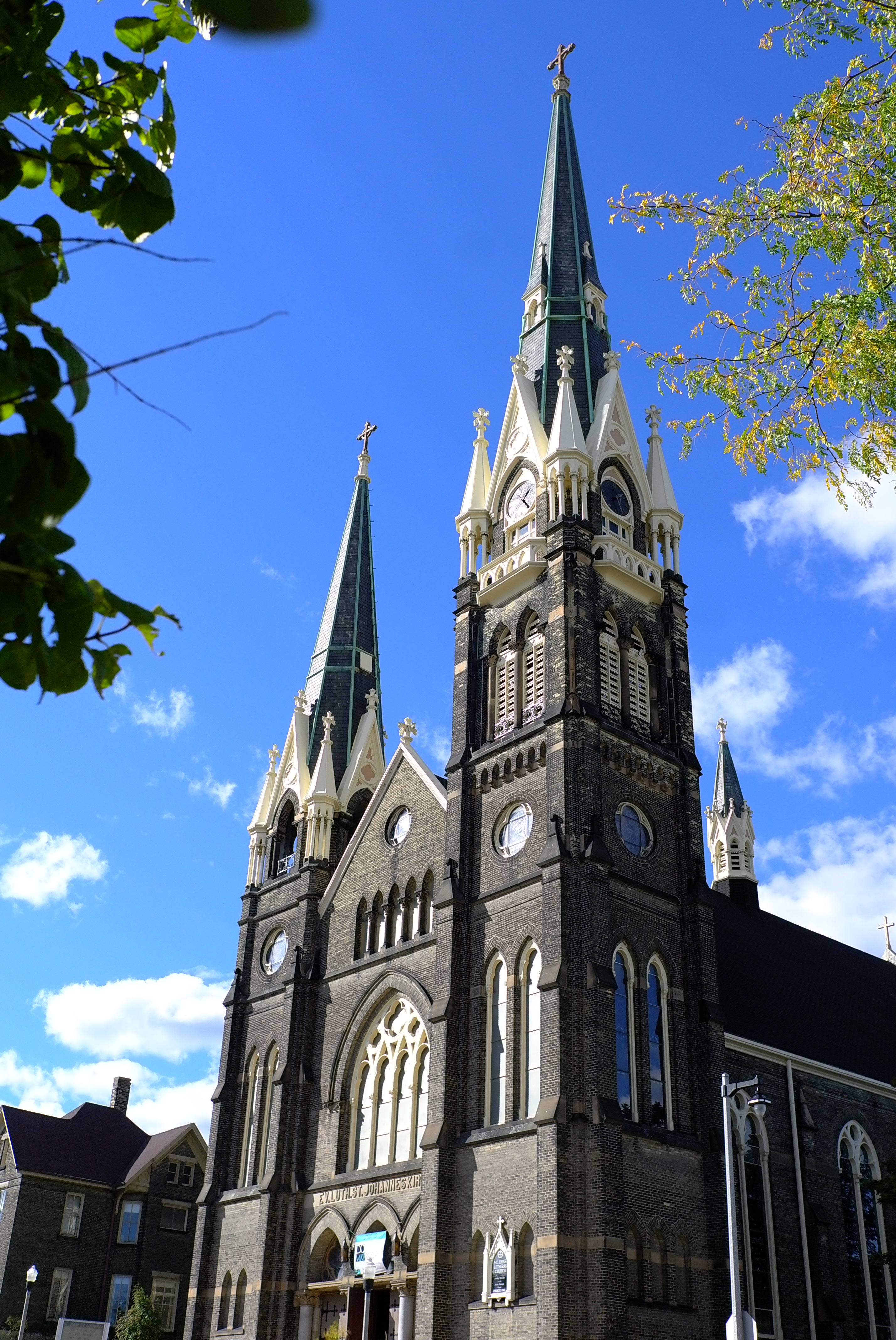
Внешний вид
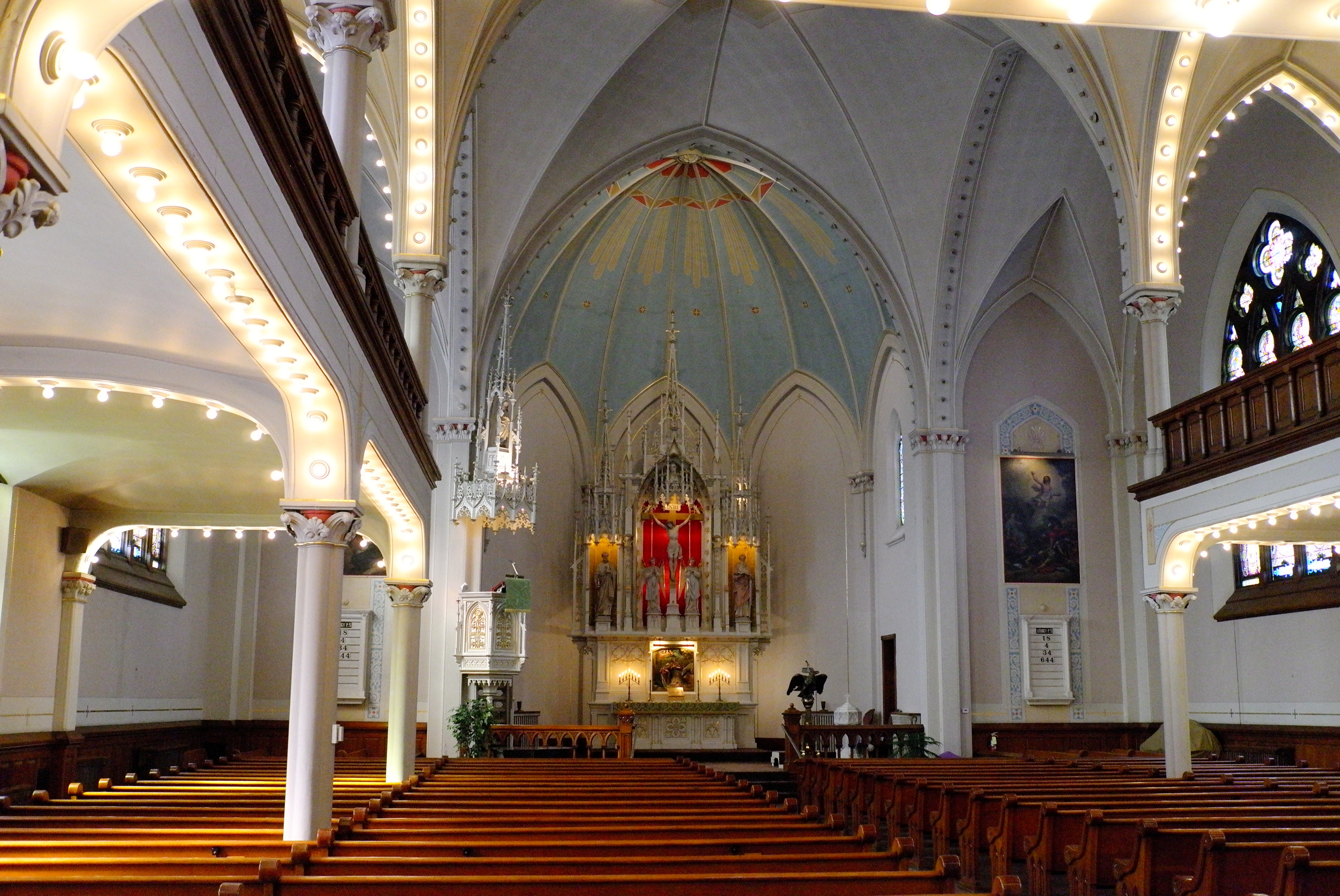
Интьер
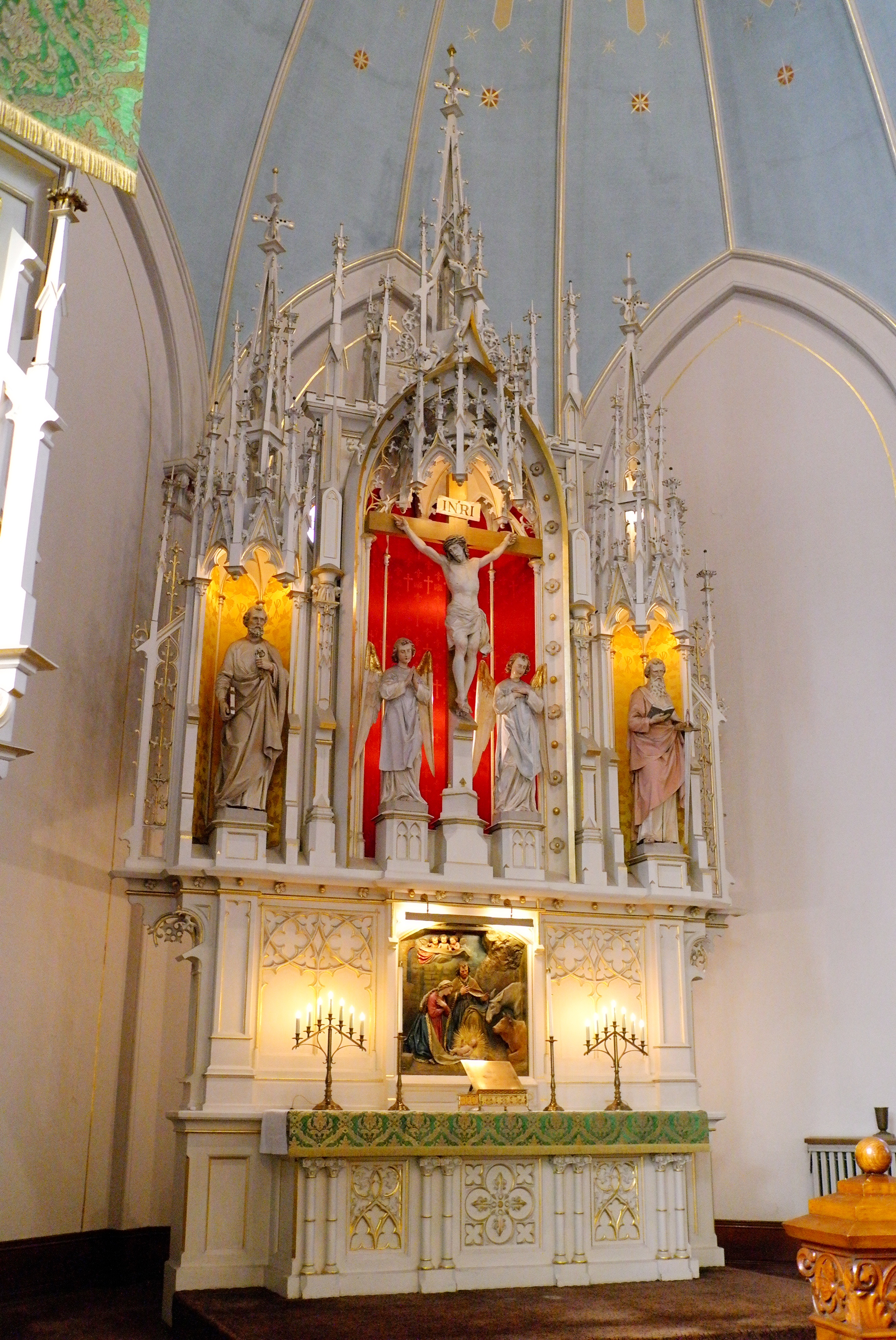
Алтарь
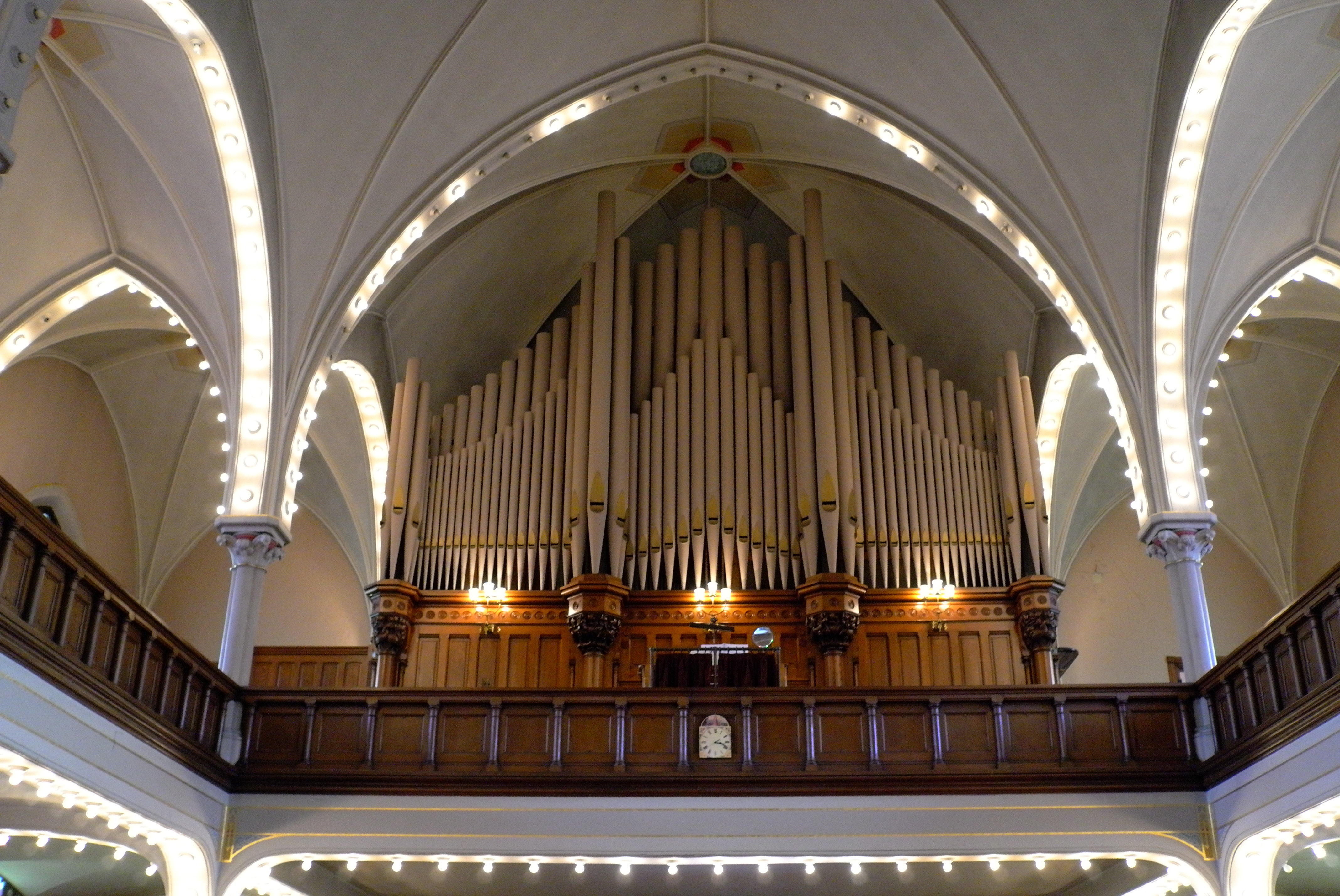
Орган
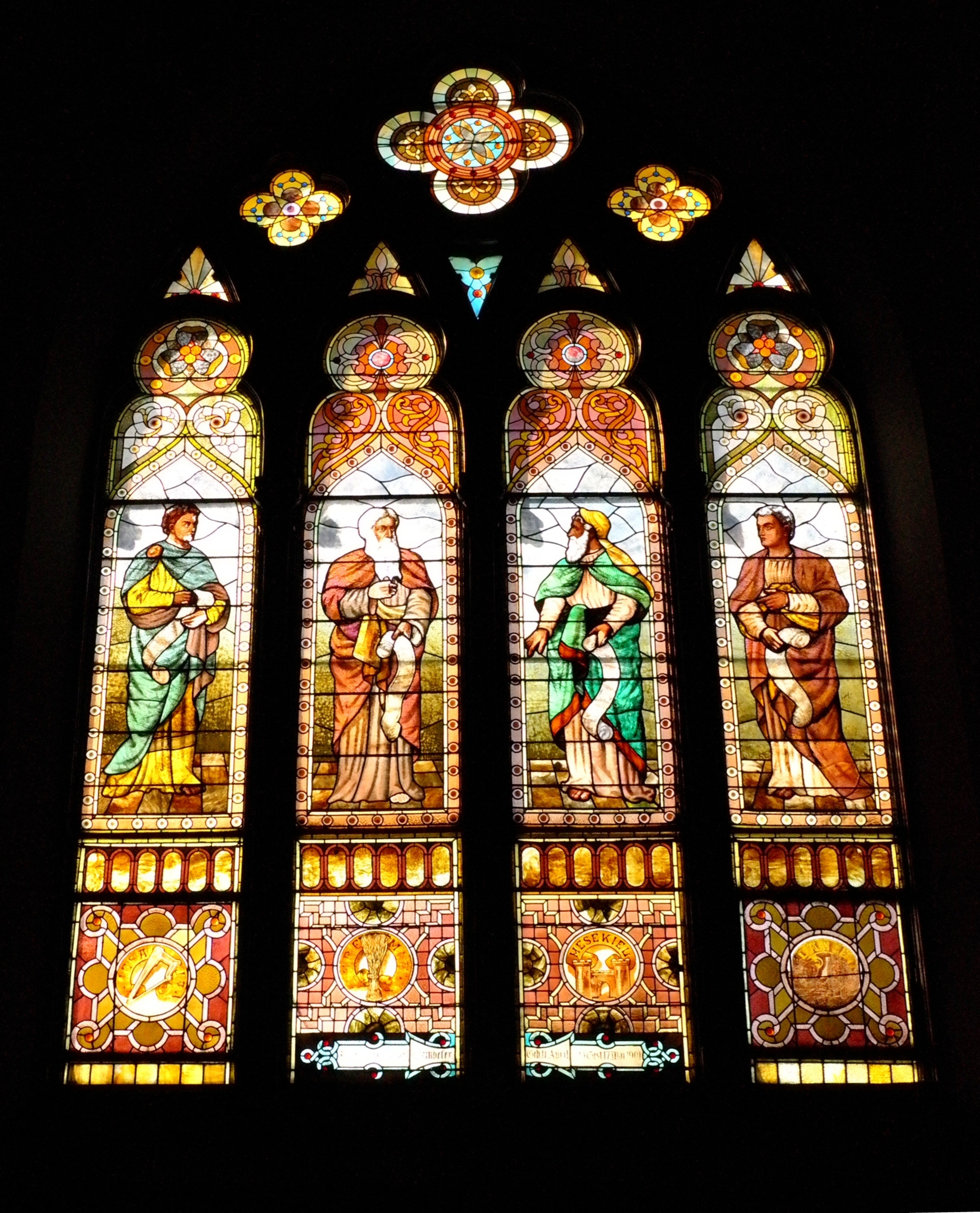
Окно